# Effizienzhaus Plus

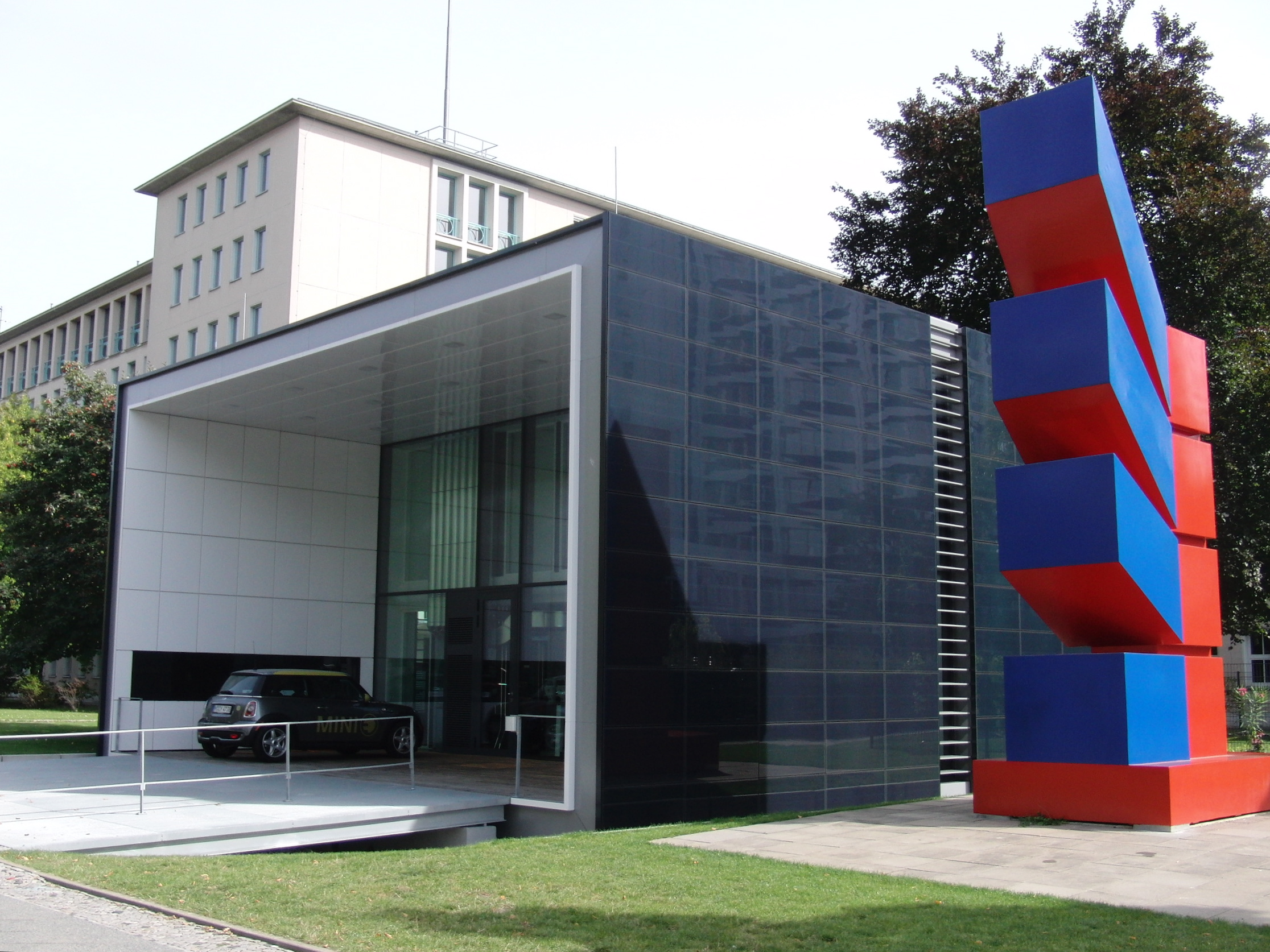
Das Effizienzhaus Plus mit Elektromobilität mit einem Elektroauto an der „Tankstelle“ und einer Skulptur, welche große Flächen der Solarzellen abdunkelt

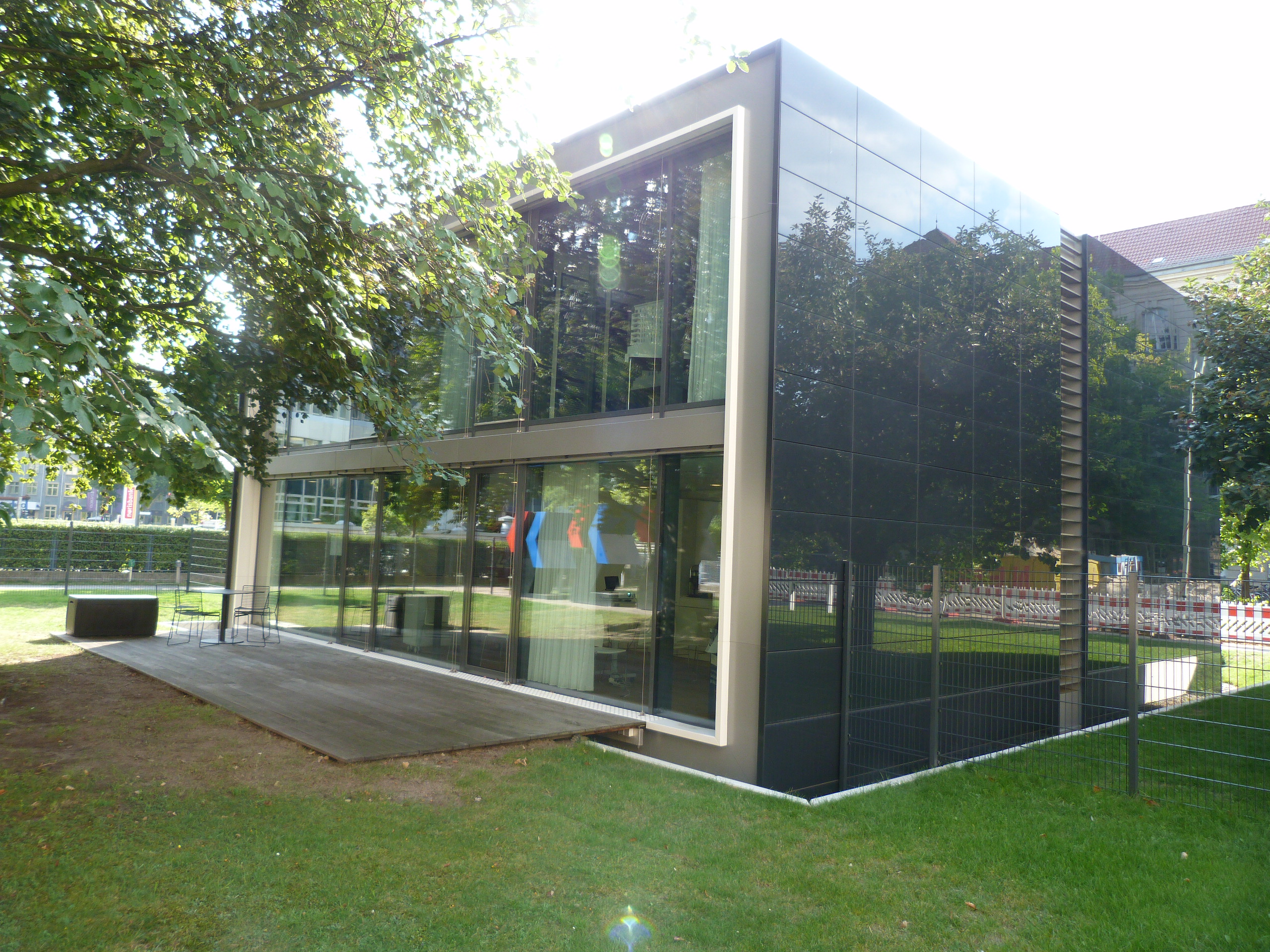
Ansicht des Effizienzhaus Plus mit Elektromobilität vom Garten

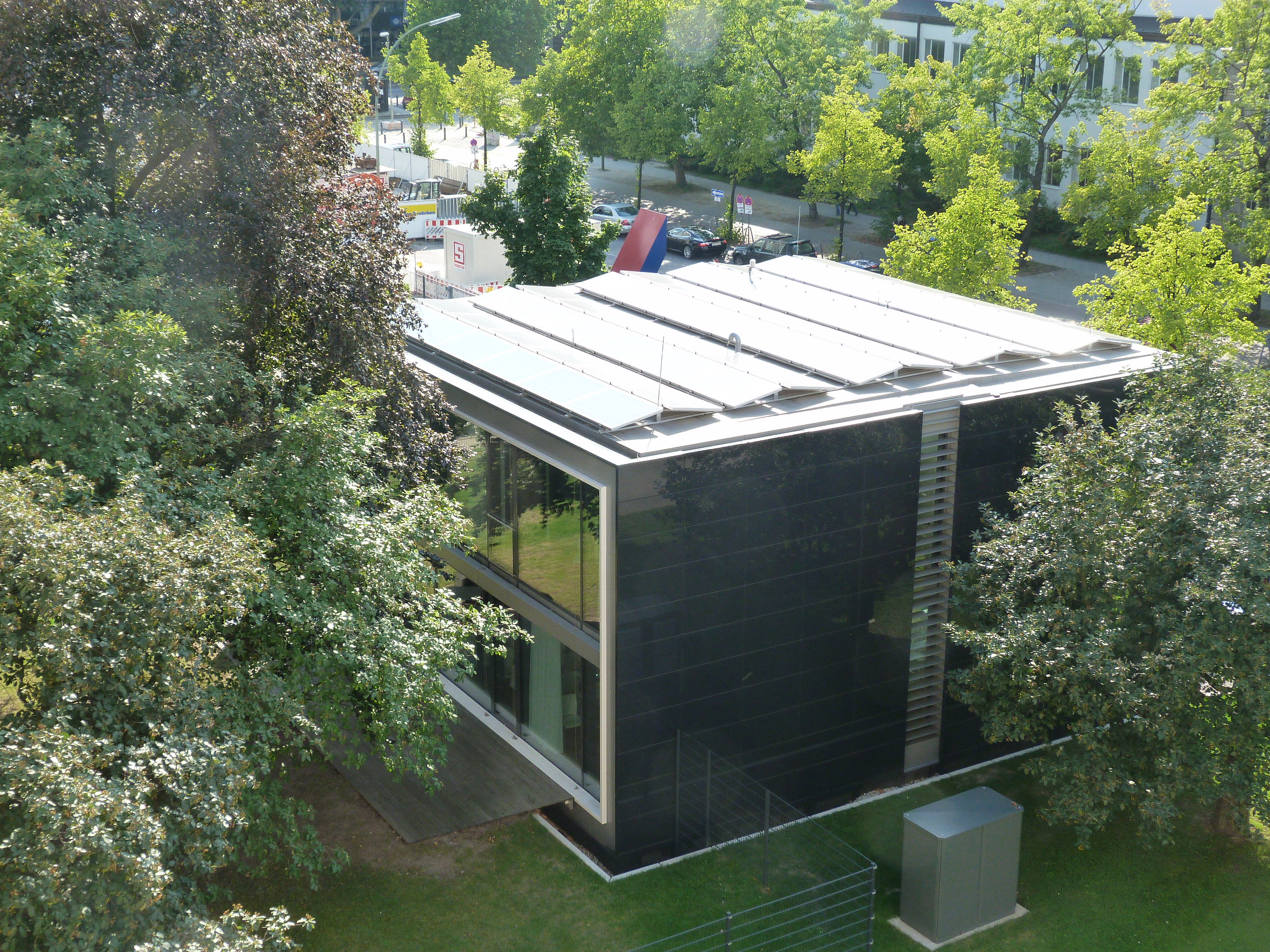
Das Effizienzhaus Plus mit Elektromobilität mit seiner PV-Anlage auf dem Dach

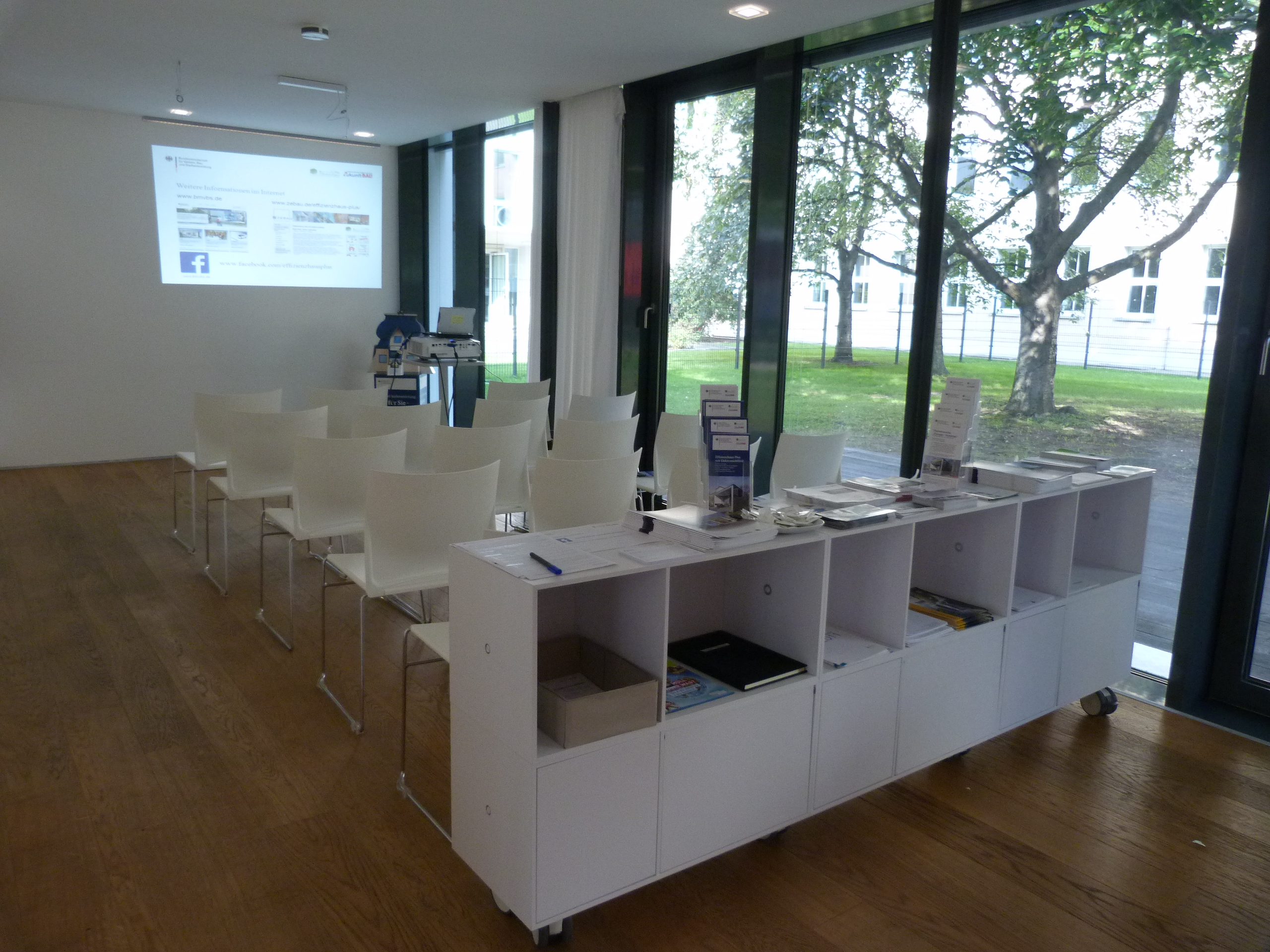
Esszimmer und Veranstaltungsfläche des Effizienzhaus Plus mit Elektromobilität

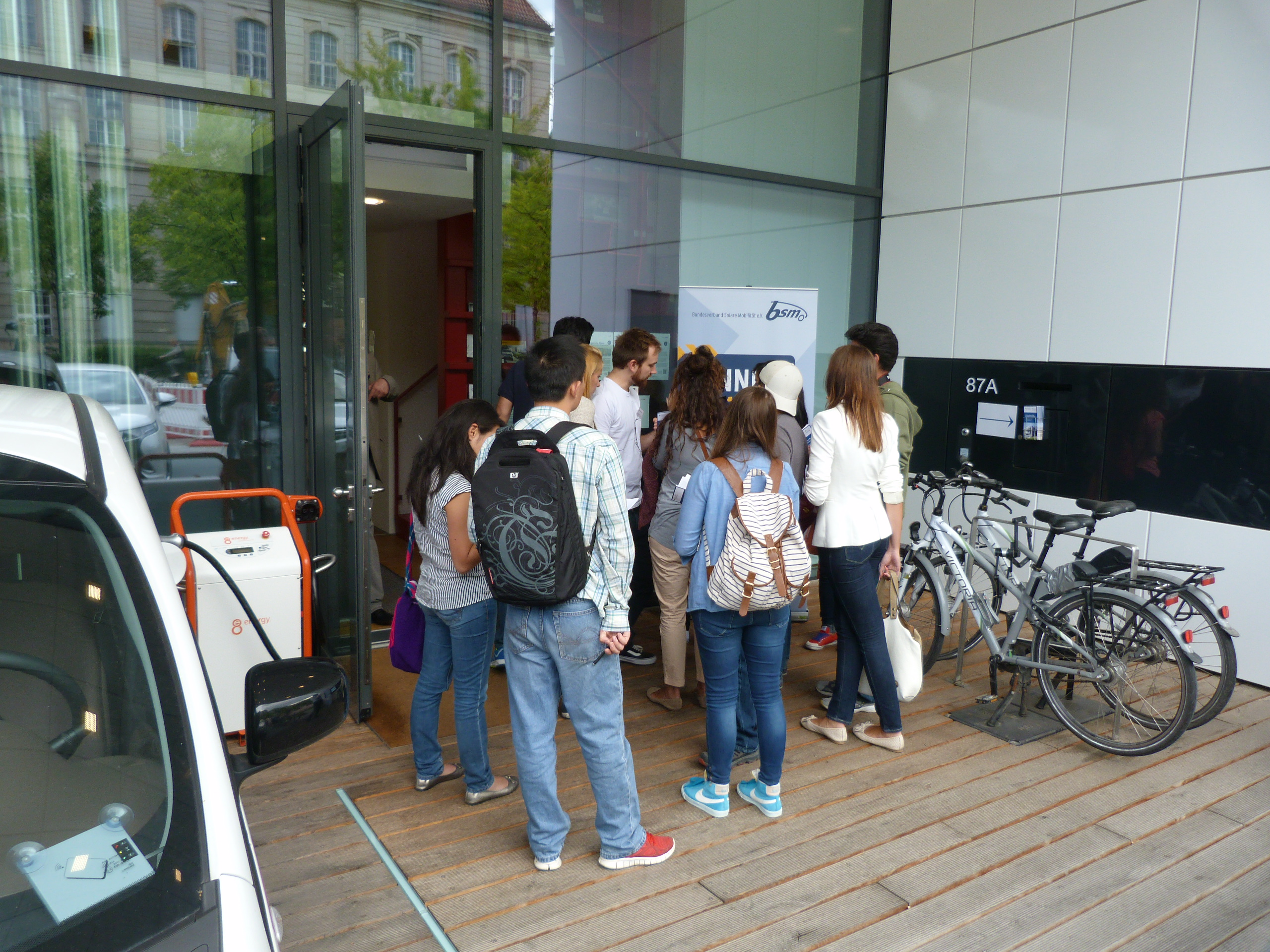
Gruppenführungen durch das Effizienzhaus Plus mit Elektromobilität

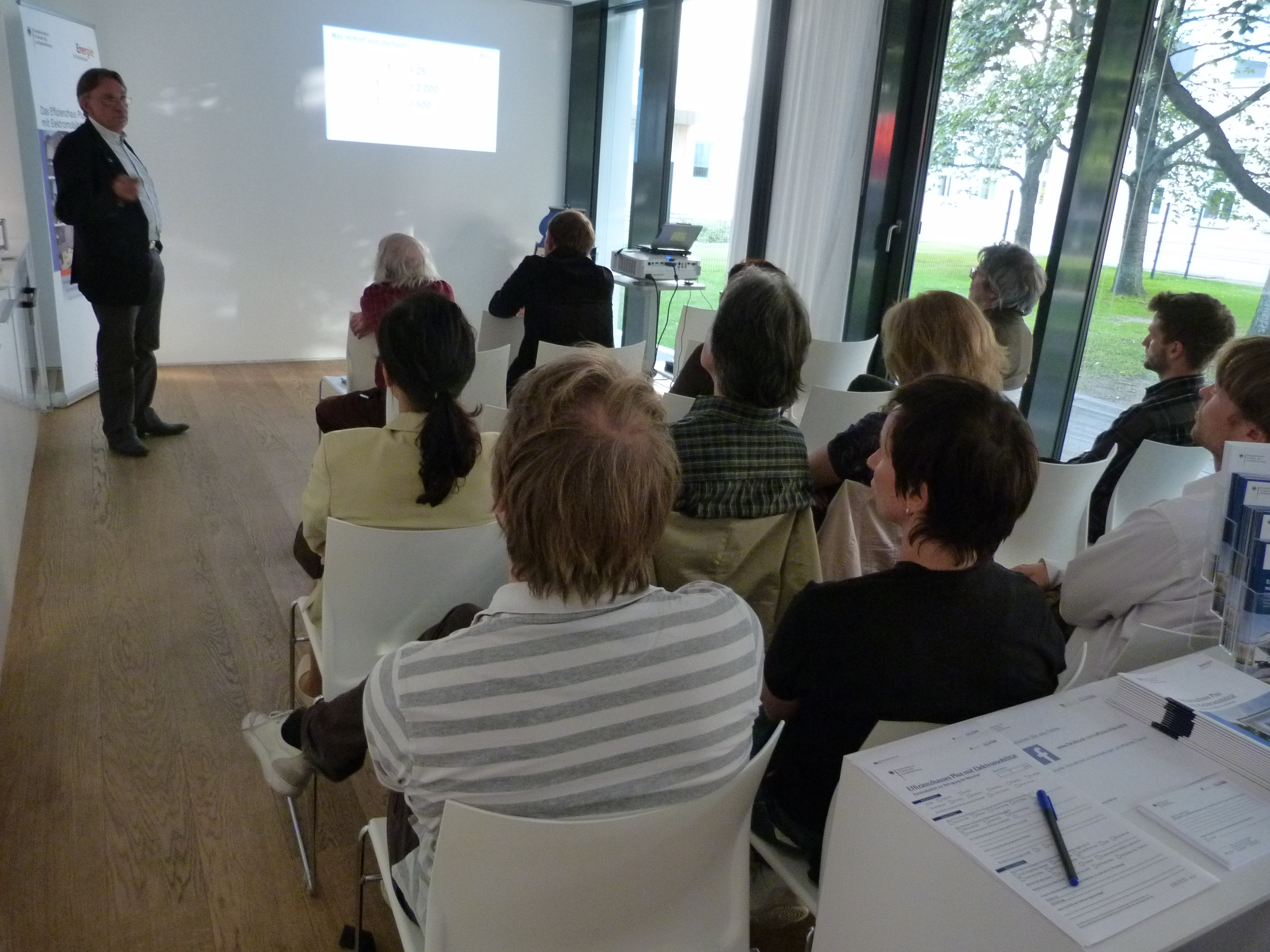
Vortrag im Rahmen der Themenwoche Energie + Mobilität im Effizienzhaus Plus mit Elektromobilität

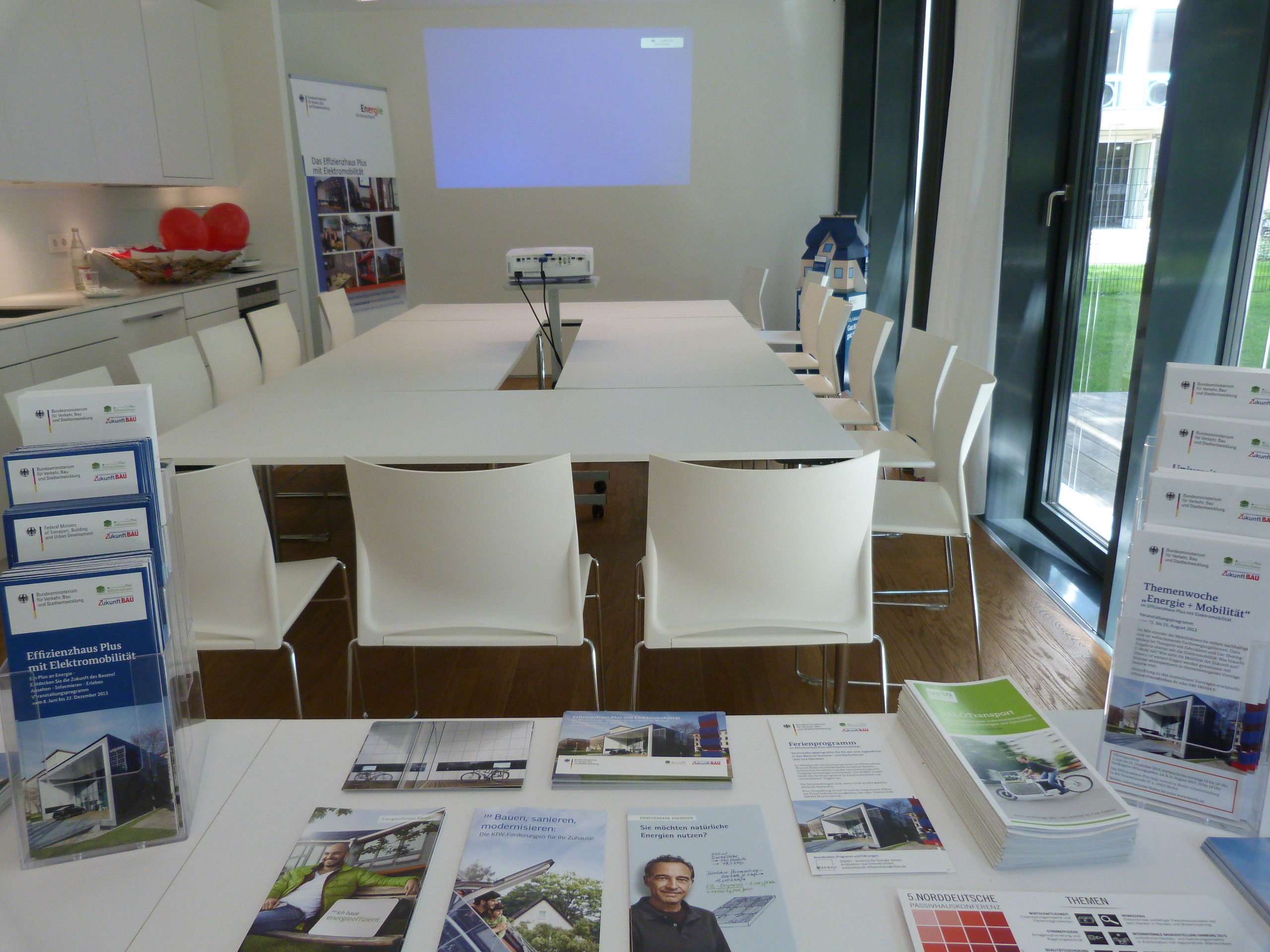
Ausstellung im Effizienzhaus Plus mit Elektromobilität

Effizienzhaus Plus mit Elektromobilität heißt ein Modellprojekt der Bundesregierung, das mehr Nutzenergie bereitstellen soll als für den Betrieb des Hauses durch eine vierköpfige Familie und die Nutzung von zwei Elektrofahrzeugen innerhalb eines Jahres benötigt wird.
Es dient als Forschungs- und Modellvorhaben im Rahmen der Forschungsinitiative „Zukunft Bau“ des Bundesministeriums für Umwelt, Naturschutz, Bau und Reaktorsicherheit (BMUB) sowie als Informations- und Anschauungsobjekt für Effizienzhäuser Plus.
Das Gebäude wurde in Zusammenarbeit des Instituts für Leichtbau, Entwerfen und Konstruieren (ILEK) der Universität Stuttgart und des Architekten Werner Sobek entwickelt und am 7. Dezember 2011 von Bundeskanzlerin Dr. Angela Merkel eröffnet.
In Deutschland werden nach Angaben des Bundesministeriums für Umwelt, Naturschutz, Bau und Reaktorsicherheit fast 90 % des Energieverbrauchs eines privaten Haushalts für Heizung und Warmwasser verwendet. In Zeiten, in denen die  fossilen Energieträger abnehmen, ist es umso wichtiger diesen hohen Energiebedarf durch fortschrittliche Bauweisen einzuschränken. Die Architekten sind seit Jahren durch die Einhaltung der ursprünglichen Wärmeschutzverordnung und der verschiedenen  Energieeinsparverordnungen (EnEV) gefordert, die Gebäude durch die Baukonstruktion so zu verbessern, dass einerseits die Transmissionswärmeverluste bei Neu- und Umbauten reduziert werden und andererseits die Energiebilanz durch solare Wärmegewinne ausgeglichen wird.

## Lage
Das Effizienzhaus Plus mit Elektromobilität steht in Berlin im Stadtteil Charlottenburg in der Fasanenstraße 87a auf dem Grundstück der Bundesanstalt für Immobilienaufgaben, gegenüber der Universität der Künste Berlin unweit des Bahnhofs Berlin Zoologischer Garten.

## Definition Effizienzhaus Plus
Gebäude werden als Effizienzhäuser Plus bezeichnet, wenn sie sowohl einen negativen Jahres-Primärenergiebedarf (ΣQP < 0 kWh/m2a) als auch einen negativen Jahres-Endenergiebedarf (ΣQE < 0 kWh/m2a) vorweisen können. Alle sonstigen Bedingungen der Energieeinsparverordnung 2014 (EnEV 2014 mit Änderungen 2016) wie z. B. die Anforderungen an den sommerlichen Wärmeschutz müssen ebenfalls eingehalten werden.
Als Nebenforderung müssen Haushaltsgeräte der höchsten Effizienzklassen genutzt werden und intelligente Zähler eingebaut sein.
Zudem muss bei einem Effizienzhaus Plus der pauschalierte „Erneuerbare Energien-Eigennutzungsgrad“ der auf dem Grundstück gewonnenen erneuerbaren Energien (selbstgenutzte Energie / geerntete Energie) bilanziert werden.

## Architektur
Das Architekturkonzept des Effizienzhauses Plus mit Elektromobilität folgt einer möglichst kompakten Architektur. Der Entwurf zielt darauf ab, möglichst geringe Wärmeverluste durch die Gebäudeaußenhülle zuzulassen, sowie die Leitungswege möglichst kurz zu halten. Das technische Equipment befindet sich in dem von außen einsehbaren, so genannten „Energiekern“, einem Technikraum auf der straßenzugewandten Seite des Gebäudes.
Das Erdgeschoss ist, mit Ausnahme der Kücheneinrichtung, barrierefrei konzipiert. Das Obergeschoss ist barrierearm. Bei Bedarf kann das gesamte Geschoss ebenso wie der Zugang hierzu ohne wesentliche bauliche Veränderungen barrierefrei gestaltet werden. Das Haus ist modular aufgebaut und kann bei Bedarf für völlig andere Belange und Anforderungen umgenutzt werden.
Die Wohnräume verteilen sich auf zwei Ebenen: Im Erdgeschoss liegt der Wohn- und Essbereich, die Schlafzimmer im Obergeschoss. Der „Energiekern“, der alle technischen Funktionen des Hauses beherbergt, stellt die Schnittstelle zwischen Immobilie und Mobilität dar. In dem der öffentlichen Straße zugewandten Schaufenster parken und laden die Elektrofahrzeuge des Hauses.

### Wettbewerb
In der zweiten Jahreshälfte 2010 wurde ein Architektur-Realisierungswettbewerb ausgelobt. Ziel war es, „anhand eines real gebauten, architektonisch attraktiven Forschungs-Pilotprojektes den Stand der Entwicklung in der Vernetzung von energieeffizientem, nachhaltigen Bauen und Wohnen in der Bundesrepublik Deutschland aufzuzeigen (s. BMVBS (2012)).“
Erster Preisträger war die Arbeitsgemeinschaft der Universität Stuttgart, Institut für Leichtbau Entwerfen und Konstruieren von Werner Sobek mit dem Institut für Gebäudeenergetik, dem Lehrstuhl für Bauphysik, dem Institut für Arbeitswissenschaft und Technologiemanagement, Werner Sobek Stuttgart und Werner Sobek Green Technologies. Auszug aus dem Preisgerichtsprotokoll: „Dieses Konzept stellt in überzeugender Weise die Kombination zwischen energieeffizientem Wohnen und Elektromobilität dar. Die Interaktion zwischen Nutzer, Haus und Fahrzeugen wird intelligent … geplant … als tragfähiges und architektonisch zeitgemäßes und anpassungsfähiges Konzept ist dies ein innovativer Beitrag.“
Mit dem 2. Preis wurde der Beitrag der Technischen Universität Dresden ausgezeichnet, der 3. Preis ging an die Universität der Künste Berlin.

### Technisches Gebäudekonzept und Konstruktion
Das Energiekonzept beruht auf der Nutzung der vier natürlichen Energiequellen: Sonne, Luft, Erdwärme und Wasser. Die  Photovoltaik-Elemente auf dem Dach und an der Südfassade erzeugen Strom. Eine Luft-Wasser-Wärmepumpe gewinnt die im Winter notwendige Heizenergie aus der Außenluft. Er kann sofort oder nach Zwischenspeicherung in der hausinternen Batterie zu einem späteren Zeitpunkt verbraucht bzw. zum Laden der Elektromobilität verwendet werden. Darüber hinaus anfallender Strom kann in das öffentliche Versorgungsnetz eingespeist werden. Durch innovative Technologie und intelligentes Energiemanagement kann der Lithium-Ionen-Akkumulator bidirektional, d. h. sowohl als Energieverbraucher als auch als Energielieferant auch für das öffentliche Netz aktiv sein.
Eine mechanische Be- und Entlüftung sorgt für eine sehr gute Innenraumluftqualität. Jeder bewohnte Raum des Hauses kann zusätzlich manuell über die Fenster belüftet werden. Die in der Abluft enthaltene Wärme wird über einen Wärmeübertrager zurückgewonnen, bevor die Fortluft des Gebäudes in den Zwischenraum zwischen Erdreich und aufgeständerter Bodenplatte abgeleitet wird. Insgesamt findet eine rekuperative Wärmerückgewinnung statt, die eine hygienische Trennung der Luftwege zur Folge hat. Zudem sind alle Verteilerleitungen und Luftkanäle so kurz wie möglich gehalten und auch wärmegedämmt, um Verteilverluste zu minimieren.
Die Beleuchtung des Hauses erfolgt über energieeffiziente Leuchtdioden. Die Beleuchtung ist dimmbar und kann über Präsenzmelder gesteuert werden.

### Wandaufbau
Das Haus ruht auf einer Flachgründung aus vorgefertigten Streifen- und Einzelfundamenten aus Stahlbeton. Über diesen Fundamenten spannt freitragend die in Holztafelbauweise ausgeführte Bodenkonstruktion des Erdgeschosses. Auch das Dach und die Deckenkonstruktion sind – ebenso wie die tragenden äußeren und inneren Wände – in Holztafelbauweise hergestellt. Entlang der vollständig verglasten Ost- und Westfassade dienen einzelne Stahlstützen als zusätzliche Auflager für die Decken- und Dachkonstruktion.
Die in Holztafelbauweise ausgeführten Bestandteile der Gebäudehülle sind durch eingeblasene Zellulosedämmung hoch wärmegedämmt. Die Außenwände erreichen somit einen Wärmedurchgangskoeffizient (U-Wert) von 0,11. Eine zusätzliche Hanfdämmung sorgt für hohen akustischen Komfort im Innenraum.
Die Glasfassaden sind mit dreifachem Mehrscheiben-Isolierglas versehen; der Scheibenzwischenraum ist mit dem Edelgas Argon gefüllt. Die Fenster erreichen einen Wärmedurchgangskoeffizienten (U-Wert) von 0,7. Die Glasfassade auf der Ostseite des Gebäudes besitzt darüber hinaus einen außenliegenden Sonnenschutz aus Aluminium-Lamellen, der sowohl automatisch als auch manuell gesteuert werden kann. Durch die vollflächige Verglasung entsteht ein großzügiges Raumgefühl mit einer ausgeprägten Naturverbundenheit, und es gelangt viel Tageslicht in die einzelnen Räume. Beim Bau wurde weitgehend auf das Verkleben einzelner Schichten und verschiedener Bauteile verzichtet, was einen einfachen Rückbau und anschließendes Recycling des Materials ermöglicht.

## Förderprogramm
Das Bundesbauministerium hat ein Förderprogramm für Modellhäuser aufgelegt, die den sogenannten „Plus-Energie-Standard“ erfüllen. Mit dem Programm wurden Bauherren unterstützt, deren errichtete Gebäude deutlich mehr Energie produzieren, als für deren Betrieb notwendig ist. Diese überschüssige Energie soll insbesondere für die Elektromobilität zur Verfügung stehen.
Gefördert werden ausschließlich Wohngebäude (Ein-, Zwei-, Reihen- und Mehrfamilienhäuser), die in Deutschland errichtet werden. Die Gebäude sollen in der Lage sein, neben allen Funktionen des Hauses wie Heizung, Warmwasser, Beleuchtung, Haushaltsstrom, Elektrofahrzeuge oder weitere externe Nutzer wie z. B. benachbarte Häuser zu bedienen. Sie sollen unter realen, das heißt bewohnten Bedingungen getestet und evaluiert werden. Dazu wird den Bauherren seitens der Forschungsinitiative Zukunft Bau jeweils eine Expertengruppe zur Seite gestellt. Die Forschungsergebnisse werden anschließend auf dem Internetauftritt der Forschungsinitiative Zukunft Bau veröffentlicht.
Seit Januar 2015 werden auch Bildungsbauten im Effizienzhaus-Plus-Standard gefördert. Im Fokus der Förderung stehen in Planung befindliche Bildungsbauten im In- und Ausland. Sie sollten als Effizienzhäuser Plus saniert bzw. errichtet werden und einen jahreszeitlichen bilanziellen Energieüberschuss aufweisen können. Hierfür wurde die Förderrichtlinie zur Vergabe von Zuwendungen für Modellprojekte „Förderzweig: Bildungsbauten im Effizienzhaus-Plus-Standard“ veröffentlicht.

## Elektromobilität
Die Bewohner des Hauses nutzten unterschiedliche Automodelle. Neben der konventionellen Ladung über ein Ladekabel wurde auch eine kontaktlose Energieübertragung im Schaufenster des Hauses installiert, die auch ein kabellose Laden ermöglichte. Über den Bordcomputer wurde das Fahrzeug in die richtige Position navigiert. Die Ladestation wurde nach der Versuchszeit demontiert und ist heute nur noch anhand der Einparkhilfe zu erkennen.
Auch für zwei Pedelecs wurde eine Induktionsladestation montiert, die sich im Schaufenster des Gebäudes befindet.

## Forschungsthemen
Das Effizienzhaus Plus mit Elektromobilität dient als Forschungs- und Modellvorhaben im Rahmen der Forschungsinitiative „Zukunft Bau“ des Bundesministeriums für Verkehr, Bau und Stadtentwicklung (BMVBS).
Folgende Forschungsthemen wurden behandelt:
- Sozialwissenschaftliche Begleitforschung
- Prädiktives Energiemanagement
- Wärme- und Stofftransport in der Wärmedämmung
- Dimensionierungswerkzeug für Hausbatterien
- Evaluierung der Verwendung gebrauchter Li-Ionen Zellen
- Stabilisierung von Stromnetzen mit Regelenergie

Gemäß dem Forschungsauftrag des Netzwerks „Effizienzhaus Plus“ wird das Effizienzhaus Plus mit Elektromobilität wissenschaftlich begleitet und die Ergebnisse und Erkenntnisse des Monitoring anschließend veröffentlicht.
Beauftragt mit dem technischen Monitoring ist das Fraunhofer-Institut für Bauphysik. Bereits der erste Kurzbericht des Instituts zeigte, dass der prognostizierte Ertrag der Photovoltaik-Anlage am Gebäude von 16.625 kWh offenbar nicht erreicht werden konnte. Der Ertrag lag mit 13.306 kWh 20 % unter den Erwartungen. Als Gründe wurden klima- und standortbedingte Faktoren genannt.
Auch der Stromverbrauch im Haus lag mit 12.400 kWh rund 75 % höher als prognostiziert. Der größte Mehrverbrauch wurde bei der Wärmepumpe ermittelt, welche im Messzeitraum 5.865 kWh anstelle der prognostizierten 2.217 kWh verbrauchte. Dieser Mehrverbrauch wird auf die zu hohe Betriebstemperatur der Wärmepumpe zurückgeführt, aber auch das Nutzerverhalten und die Architektur dürften einen Anteil an den Mehrverbräuchen haben.
Als Resultat auf die erste Messperiode wurde im Dezember 2013 die Wärmepumpe ausgetauscht. Zusätzlich wurde eine Glastür eingebaut, welche das Erdgeschoss thermisch vom Obergeschoss trennt, um die Wärmeverluste zu reduzieren.
Die Messergebnisse aus den Jahren 2014 und 2015 des Fraunhofer-Instituts für Bauphysik zeigen deutliche Unterschiede im Stromverbrauch des Hauses. Während die Erträge mit 12.644 kWh (2013/2014) und 13.490 kWh  (2014/2015) im Bereich der ersten Messperiode lagen, reduzierte sich der Stromverbrauch auf 10.633 kWh (2013/2014) und 7.960 kWh (2014/2015). Das Haus erwirtschaftete somit im letzten Messjahr einen Stromüberschuss von 3.543 kWh.

## Nutzungen
In den ersten drei Monaten nach der Eröffnung (vom 7. Dezember 2011 bis zum 29. Februar 2012) wurde das Haus als Ausstellungsgebäude genutzt. Anfang März 2012 zog die erste Testfamilie für 15 Monate in das Gebäude, um die Effizienz des Hauses unter realen Bedingungen zu erforschen. Die vierköpfige Familie bewohnte das Haus bis Ende Mai 2013 und nutzte in dieser Zeit insgesamt sechs Elektrofahrzeuge verschiedener Hersteller für jeweils etwa zwei Monate. Außerdem konnten vier Pedelecs von der Familie genutzt werden. Die Familie dokumentierte ihre persönlichen Erfahrungen mit dem Haus und den Elektrofahrzeugen in einem öffentlichen Blog; sie wurde vom Berliner Institut für Sozialforschung (BIS) das Jahr über begleitet und befragt. Nach der Wiedereröffnung am 8. Juni 2013 konnte das Effizienzhaus Plus wieder besichtigt werden.
Von Anfang Mai 2014 bewohnte eine zweite Familie das Gebäude für einen weiteren 12-monatigen Alltagstest. Zur Optimierung der energetischen Bilanz war eine neue Tür eingebaut worden, um die thermischen Bereiche des Gebäudes effektiv zu trennen. Zudem wurde die Wärmepumpe des Gebäudes (ehem. Weißhaupt, aktuelle Rotex) ausgetauscht.
Ab dem Juni 2015 war das Haus in einer dritten Ausstellungsperiode für interessierte Besucher geöffnet. Neben Führungen, Vorträgen und einem abwechslungsreichen Veranstaltungsprogramm wurde dort ein Ferienprogramm für Kinder angeboten. Themenmonate wie beispielsweise „Smart Home“, „Nachhaltige Stadtentwicklung“ und „Elektromobilität“ waren Schwerpunkte.
Ab Juni 2016 war das Gebäude geschlossen und wurde barrierefrei umgebaut. Im Oktober 2017 wurde es als „Informations- und Kompetenzzentrum für zukunftsgerechtes Bauen“ des BMUB wieder eröffnet. Wesentliche Aufgabe war nun die öffentliche Vermittlung von bau- und klimapolitisch zentralen Themen und Inhalten der Forschungsinitiative „Zukunft Bau“ und des Modellvorhabens „Effizienzhaus Plus“. Seit Mai 2019 befindet sich dort das SolarZentrum Berlin. Seit 2025 nutzt die Bundesanstalt für Immobilienaufgaben das Gebäude als „InnovationLab“ für eigene Veranstaltungen.

## Netzwerk Effizienzhaus Plus
Neben dem Effizienzhaus Plus mit Elektromobilität sind bis Ende 2016 über 40 Effizienzhäuser Plus in Deutschland gebaut worden. Diese werden in dem Netzwerk der Forschungsinitiative Zukunft Bau zusammengefasst und von der Informationsstelle Effizienzhaus Plus betreut.